# Hennie van Nee
Hendrik (Hennie) van Nee (Zwolle, 13 augustus 1939 – Bennebroek, 25 januari 1996) was een Nederlands voetballer (aanvaller).
Tijdens zijn voetbalperiode bij Heracles speelde hij vijfmaal in het Nederlands elftal en scoorde daarvoor tweemaal. Zijn debuut in het Nederlands elftal was op 30 september 1964.in een met 1 - 0 verloren uitwedstrijd tegen België. 
Clubs: VV IJC, Zwolle (amateurs), Zwolsche Boys (amateurs), Heracles, PEC, GVAV, Kickers Offenbach, La Gantoise, Cercle Brugge, Haarlem, Blauw Wit (amateurs), HFC-Schoten, Haarlem.
Van Nee speelde op 5 april 1971 zijn laatste wedstrijd als professional.

## Statistieken
| Seizoen | Club              | Land      | Competitie       | Wed. | Goals |
| ------- | ----------------- | --------- | ---------------- | ---- | ----- |
| 1957/58 | Zwolsche Boys     | Nederland | Tweede divisie   | –    | 6     |
| 1958/59 | Zwolsche Boys     | Nederland | Tweede divisie   | –    | 8     |
| 1959/60 | Zwolsche Boys     | Nederland | Tweede divisie   | –    | 5     |
| 1960/61 | Heracles          | Nederland | Eerste divisie   | –    | 20    |
| 1961/62 | Heracles          | Nederland | Eerste divisie   | –    | 10    |
| 1962/63 | PEC               | Nederland | Tweede divisie   | –    | 15    |
| 1963/64 | Heracles          | Nederland | Eredivisie       | 24   | 7     |
| 1964/65 | Heracles          | Nederland | Eredivisie       | 30   | 12    |
| 1965/66 | GVAV              | Nederland | Eredivisie       | 11   | 1     |
| 1966/67 | Kickers Offenbach | Duitsland | Regionalliga Süd | –    | –     |
| 1967/68 | La Gantoise       | België    | Tweede klasse    | 27   | 25    |
| 1968/69 | La Gantoise       | België    | Eerste klasse    | –    | –     |
| 1969/70 | Cercle Brugge     | België    | Tweede klasse    | 21   | 5     |
| 1970/71 | Haarlem           | Nederland | Eredivisie       | 7    | 3     |
| Totaal  | Totaal            | Totaal    | Totaal           | 120  | 117   |